# Contribuția Minorităților Religioase la Civilizația Islamică
Minoritățile religioase au avut un impact semnificativ asupra civilizației islamice de-a lungul istoriei. Aceste comunități diverse au adus contribuții culturale, științifice și economice la dezvoltarea societăților islamice. De exemplu, evreii, creștinii și alte grupuri religioase au jucat un rol important în domenii precum medicina, filozofia, artele și comerțul în istoria islamică. Cu toate acestea, relația dintre majoritatea musulmană și minoritățile religioase a variat de-a lungul timpului și în diferite regiuni, de la toleranță și colaborare la discriminare și persecuție.

## Știință și Medicină
În perioada califatului Abbasid, în special în cadrul Casei Înțelepciunii (Bayt al-Hikma) din Bagdad, savanți evrei, creștini și zoroastrieni au tradus texte grecești și persane în arabă. Aceste traduceri au jucat un rol crucial în păstrarea și transmiterea cunoștințelor antice în domenii precum filozofia, medicina și științele naturii.
Hunayn ibn Ishaq
A fost un medic creștin siriac, dar și unul dintre cei mai cunoscuți traducători din Bayt al-Hikma. A tradus lucrările lui Galen și Hipocrate din greacă în arabă și siriacă, contribuind astfel la dezvoltarea medicinii în lumea islamică.
Yuhanna ibn Masawaih și Qusta ibn Luqa sunt alți medici și traducători creștini care au contribuit la transferul cunoștințelor medicale grecești și persane în lumea islamică. 
Ibn al-Muqaffa
A fost un savant zoroastrian care a tradus multe texte persane în arabă și a contribuit la păstrarea și transmiterea cunoștințelor persane. Printre lucrările sale celebre se numără traducerea textului Kalila și Dimma. (colecție de fabule indiene)
Medicii creștini siriaci, precum Hunayn ibn Ishaq, au fost renumiți pentru traducerea și comentarea lucrărilor medicale ale lui Galen și Hipocrate. Ei au contribuit la dezvoltarea medicinii islamice, combinând cunoștințele grecești cu cele persane și indiene. 

## Filosofie și Teologie
Filosofii evrei, precum Maimonide (Moses ben Maimon), au influențat profund gândirea islamică și occidentală. Maimonide, cunoscut pentru lucrările sale în filozofie, teologie și medicină, a scris multe dintre lucrările sale în arabă și a contribuit la dezvoltarea scolasticii islamice.
Creștinii au fost implicați în dezbateri teologice cu musulmanii, care au fost adesea consemnate în scrieri polemice. Aceste dezbateri au abordat subiecte precum natura lui Dumnezeu, statutul lui Iisus Hristos. Aceste discuții au contribuit la clarificarea  teologiei islamice, forțând teologii musulmani să își apere credința.
Creștinii au scris lucrări pentru a-și apăra credințele în fața criticilor islamice. Theodore Abu Qurrah, un teolog creștin siriac, a scris despre Trinitate și despre rolul lui Iisus în creștinism, răspunzând astfel obiecțiilor musulmane.
Enciclopedii și tratate teologice scrise de savanți musulmani au reflectat influențe din gândirea creștină și evreiască. De exemplu, lucrarea lui Al-Ghazali, Ihya Ulum al-Din(reînvierea științelor religiei), arată influențe din filozofia și teologia creștină. Savanții musulmani au tradus și comentat lucrări teologice și filosofice ale altor religii, integrând astfel aceste idei în propriile lor sisteme teologice.
Instituțiile de învățământ din lumea islamică, precum Al-Azhar din Cairo și Nizamiyya din Bagdad, au fost locuri unde savanții din diverse tradiții religioase au putut să interacționeze și să dezbată idei teologice și filozofice. Aceste interacțiuni au stimulat dezvoltarea teologiei islamice. Califi precum Al-Ma'mun au încurajat dezbaterile publice între savanții musulmani și cei din alte religii. Aceste dezbateri au fost cruciale pentru dezvoltarea și rafinarea teologiei islamice.

## Economie și Comerț
Evreii au fost cunoscuți pentru rețelele lor comerciale extinse, care se întindeau din Europa până în Orientul Mijlociu și Asia. Aceste rețele au facilitat schimbul de mărfuri, idei și tehnici între diverse regiuni. Creștinii din Orientul Mijlociu, în special cei din regiunile urbane, au fost implicați în activități financiare, inclusiv în administrarea trezoreriilor și în oferirea de servicii de credit.
Creștinii au fost implicați în producția de textile de înaltă calitate, care erau exportate în întreaga lume islamică. Orașe precum Cairo și Bagdad au fost centre de producție textilă, unde minoritățile religioase au avut un rol important. De asemenea, aceștia au excelat în fabricarea bijuteriilor și în prelucrarea metalelor. Au adus tehnici și stiluri noi, contribuind la diversificarea și îmbogățirea produselor manufacturate. Au contribuit și la progresul navigației și cartografiei, facilitând explorările și comerțul maritim.

## Cultură și Artă
Contribuția minorităților religioase la cultura și arta civilizației islamice a fost semnificativă și de impact, manifestându-se prin influențe în diverse domenii artistice, inclusiv arte vizuale, literatură, muzică și arhitectură. Comunitățile avreiești și creștine au adus cu ele tradiții și stiluri distincte, contribuind la diversitatea și bogăția culturală a lumii islamice.
Artiștii creștini, în special cei din tradiția bizantină, au adus tehnici de ilustrare a manuscriselor în lumea islamică. Aceste tehnici au fost adoptate și adaptate de artiști musulmani, rezultând în capodopere precum cele găsite în manuscrisele persane și otomane. Arta creștină a influențat stilurile decorative, contribuind la dezvoltarea unor forme abstracte de reprezentare. Caligrafia a fost considerată cea mai înaltă formă de artă în Islam, iar influențele creștine au fost vizibile în dezvoltarea stilurilor de scriere. Manuscrisele creștine, dar și cele ebraice, au oferit modele pentru ornamente și stiluri caligrafice. Motivele geometrice din arta creștină au fost integrate în designul islamic.
În orașele islamice, bisericile și sinagogile au co-existat alături de moschei, adesea influențându-se reciproc în termeni de design arhitectural și decorativ. Construcțiile laice din zonele populate de minorități religioase reflectau o îmbinare de stiluri, împrumutând elemente din arhitectura islamică, precum curțile interioare și ferestrele arcuite.
Traducătorii creștini și evrei au jucat un rol crucial în traducerea operelor filosofice și științifice din greacă și siriacă în arabă, facilitând accesul lumii islamice la cunoștințele clasice. De exemplu, traducerile din operele lui Aristotel și Platon au influențat profund gândirea filozofică islamică. Savanții creștini și evrei au contribuit cu comentarii și lucrări originale, îmbogățind astfel tradiția literară islamică.  Poezia și poveștile scrise de evrei și creștini în cadrul lumii islamice au reflectat o îmbinare de teme și stiluri, adesea explorând subiecte religioase și filosofice comune.